# Falcatidae
Falcatidae es una familia extinta de peces holocéfalos del Paleozoico. Los miembros de esta familia incluyen Falcatus, un pez pequeño de la Caliza de Bear Gulch (Formación Heath, Grupo Big Snowy) de Montana, Estados Unidos. La familia apareció por primera vez a principios del Carbonífero, pero hay alguna evidencia de que sobrevivieron hasta bien entrado el Cretácico Inferior,  aunque también se ha argumentado que sus supuestos miembros del Cretácico en realidad eran neoselaquios.
- Cosmoselachus[5]
- Denaea [6]
- Falcatus[2]
- ? Oztracus [7]
- Stethacanthulus [6]
- ? Cretacladoides - posible miembro de la familia del Cretácico Inferior (Valanginiano) [8]